# 국도 제13호선 (모로코)
국도 제13호선(아랍어: الطريق الوطنية 13, 프랑스어: Route nationale 13, N13)은 프니덱에서 출발하여 타오스까지 이어주는 총 연장 684 km의 구간을 가진 모로코의 일반 국도이자 간선 도로이다.